# Écs
Écs is een plaats (község) en gemeente in het Hongaarse comitaat Győr-Moson-Sopron. Écs telt 1762 inwoners (2001).